# Martin Minski

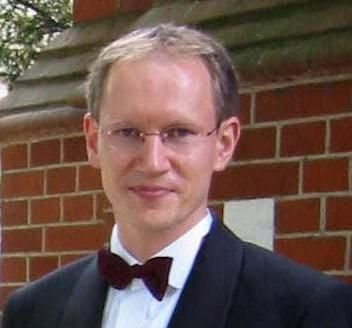
Martin Minski

Martin Minski (* 23. August 1969) ist ein deutscher Komponist von Schachstudien. Seine Kompositionen sind überwiegend taktischer Natur und weisen oft überraschende visuelle Effekte auf.  Seine Studien haben mehrfach Wettbewerbe gewonnen; zu seinen Erfolgen zählen die zweiten Plätze bei der Weltmeisterschaft der Schachkomposition und beim FIDE-Weltcup für Schachkomposition 2019.
Im Jahr 2020 wurde Minski zum Großmeister der Schachkomposition ernannt.
Minski lebt in Berlin und arbeitet als Mathematiklehrer.